# Marijan Salopek
Marijan Salopek, hrvaški geolog, paleontolog, profesor in akademik, * 23. december 1883, † 23. februar 1967.
Salopek je deloval kot predavatelj geologije na Filozofski fakulteti Univerze v Ljubjani (1920-28; od 1924 redni profesor) in nato na Naravoslovno-matematični fakulteti v Zagrebu. Od 1937 je bil redni član JAZU v Zagrebu, za dopisnega člana Slovenske akademije znanosti in umetnosti pa je bil izvoljen samo dva tedna pred smrtjo, 7. februarja 1967.